# Chapman Stick
El Chapman Stick o The Stick es un instrumento musical eléctrico inventado por el luthier californiano Emmett Chapman a finales de los sesenta. Los primeros modelos eran para su uso personal y constaban de siete y ocho cuerdas. Tras años de desarrollo, los primeros Chapman Stick fueron vendidos en el año 1974 contando ya con 10 cuerdas. Chapman quiso crear una mezcla entre bajo y guitarra, que se ejecuta utilizando la técnica de "tapping", consistente en tocar el instrumento por el cuello de este con ambas manos presionando las cuerdas sobre el diapasón. Al comienzo lo llamó "The electric Stick" o "El palo eléctrico".
Fue popularizado por el bajista Tony Levin en sus apariciones con King Crimson, Peter Gabriel y Liquid Tension Experiment, encontrando en el stick un nuevo concepto para expresarse más allá de la novedad de su técnica.
A diferencia de la guitarra, que necesita la pulsación de cuerdas con una mano y pisarlas con la otra, el stick únicamente requiere pisarlas o trastearlas usando ambas manos. Por esta razón, permite la ejecución de múltiples notas cualquiera sea la distancia tonal. Esta propiedad hace al stick un instrumento poco común, ya que se compara más con un teclado que a una guitarra. Este tipo de ejecución permite que el instrumentista ejecute bajos, acordes y melodías de forma simultánea.
El instrumento que el mismo Chapman sigue fabricando, ha evolucionado desde su origen de 7 cuerdas, existiendo en la actualidad diferentes modelos de 8 cuerdas (Stick Bass, especial para bajistas), 10 cuerdas (Standard Stick) y 12 cuerdas (Grand Stick), ambos especiales para componer debido a su distribución armónica.

## El instrumento

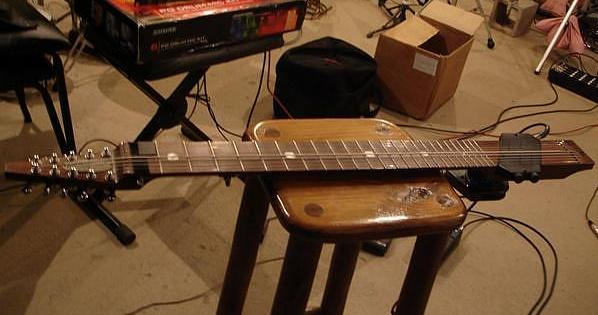
Stick 1408 de Diego Souto: Pau Ferro (Ironwood) hecho en 1982

Las cuerdas del "Standard Stick" se dividen en 2 grupos: el de los bajos —afinados por 5.as justas, desde la sexta a la décima— en el cual se pueden realizar tanto melodías lineales como acordes de acompañamiento; y el segundo —llamado la melodía, afinado por 4.as justas desde la quinta a la primera— con el cual se pueden realizar líneas de guitarra o bien ampliar los acordes del primer grupo de cuerdas. 
Los distintos modelos del instrumento están fabricados con distintas maderas y cada uno cuenta con un tipo diferente de afinación. Se puede optar entre varios tipos de micrófonos, como el micrófono estéreo que permite dividir el sonido en dos señales. El Stick también tiene sus trastes de acero y hasta un puente ajustable.